# Sobek

Sobek.

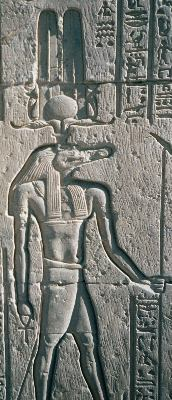
Sobek: bajorrelieve del templo de Kom Ombo.

Sobek fue el dios cocodrilo, de carácter benéfico, creador del Nilo que habría surgido de su sudor; dios de la fertilidad, la vegetación y la vida en la mitología egipcia. Los griegos lo conocían como Souchos (Σοῦχος), una adaptación de su nombre egipcio.
| s | b | k · I3 | SPACE | I4 |

| s | b | k · I3 | SPACE | I4 |

## Iconografía
Sobek es  representado como un cocodrilo o un hombre con cabeza de cocodrilo, con la corona atef. En la Baja Época puede también aparecer con cabeza de halcón, toro, carnero o león.

## Mitología
Se le creía emergido de las aguas del caos en la creación del mundo y no un devorador de hombres. Era "Señor de las aguas". En el aspecto maligno se le representa como un demonio del Duat; se le asoció a Seth porque generaba peligro y desorden; en alguna versión del mito de Osiris se dice que Seth se escondió en el cuerpo de un cocodrilo para escapar sin castigo por su crimen; sin embargo él colaboró en el nacimiento de Horus y ayudó a destruir a Seth; también rescató a los cuatro hijos de Horus de las aguas del Nun, por orden de Ra. Su morada estaba al este de la montaña de Baju, por lo que recibía el nombre de "Señor de Baju"; también tiene allí un templo. En la localidad de Gebelein, Neit era su madre, aunque en Sais era su hija. En la ciudad de Cocodrilópolis era considerado el señor universal.

## Sincretismo
Se le asoció con Amón, con Ra (como Sobek-Ra), Horus, Herishef y Seth; este último figuraba también como su padre. 

## Culto
Su culto se remonta a las primeras dinastías egipcias. Su principal culto estaba en Shedet, Cocodrilópolis (El-Fayum) dónde era esposo de la diosa Renenunet, en el lago Moeris (Soknopaiou Nesos), luego en Nubt (Ombos) y Tebas. Adorado en Shedet junto a Neit y Senuy, y en Kom Ombo, donde es esposo de Hathor o de Heket y padre de Jonsu. Su fiesta se celebraba el cuarto día del mes de Joiak.
En su forma local helenística de Soknopaios se le dio culto, como dios oracular en forma de cocodrilo con cabeza de halcón, en su importante templo situado en el complejo religioso de Soknopaiou Nesos, derivando su topónimo del dios.

## Nombres teóforos
Su nombre formó parte de la titulatura de varios faraones de la dinastía XIII, denominados Sebekhotep ("Sobek está satisfecho"), y de la dinastía XVII llamados Sobekemsaf ("Sobek es nuestra protección"). También existió una Reina-Faraón llamada Neferusobek, y su nombre significa "Las bellezas de Sobek".

## Galería

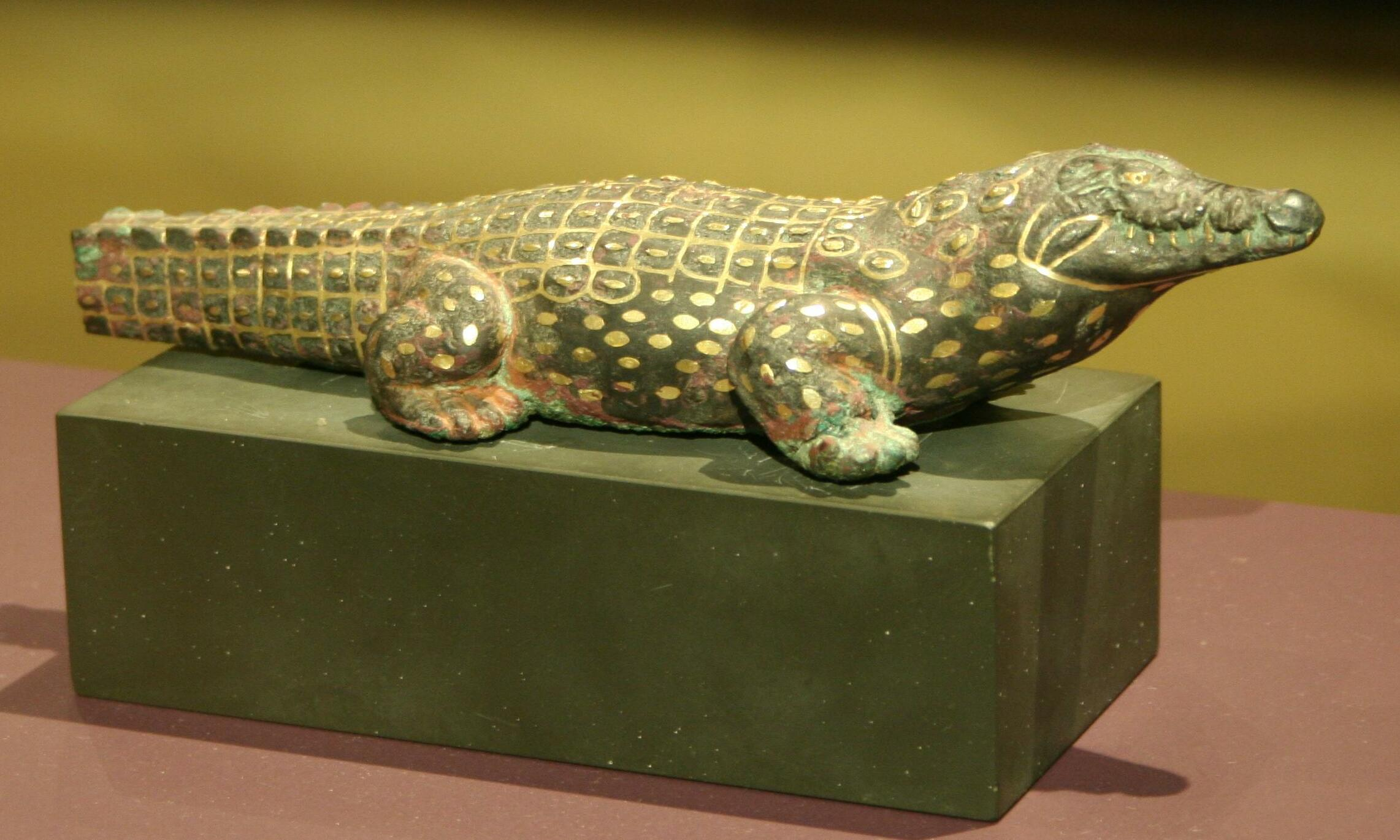
Sobek en su forma de cocodrilo, 1991-1802 a. C.
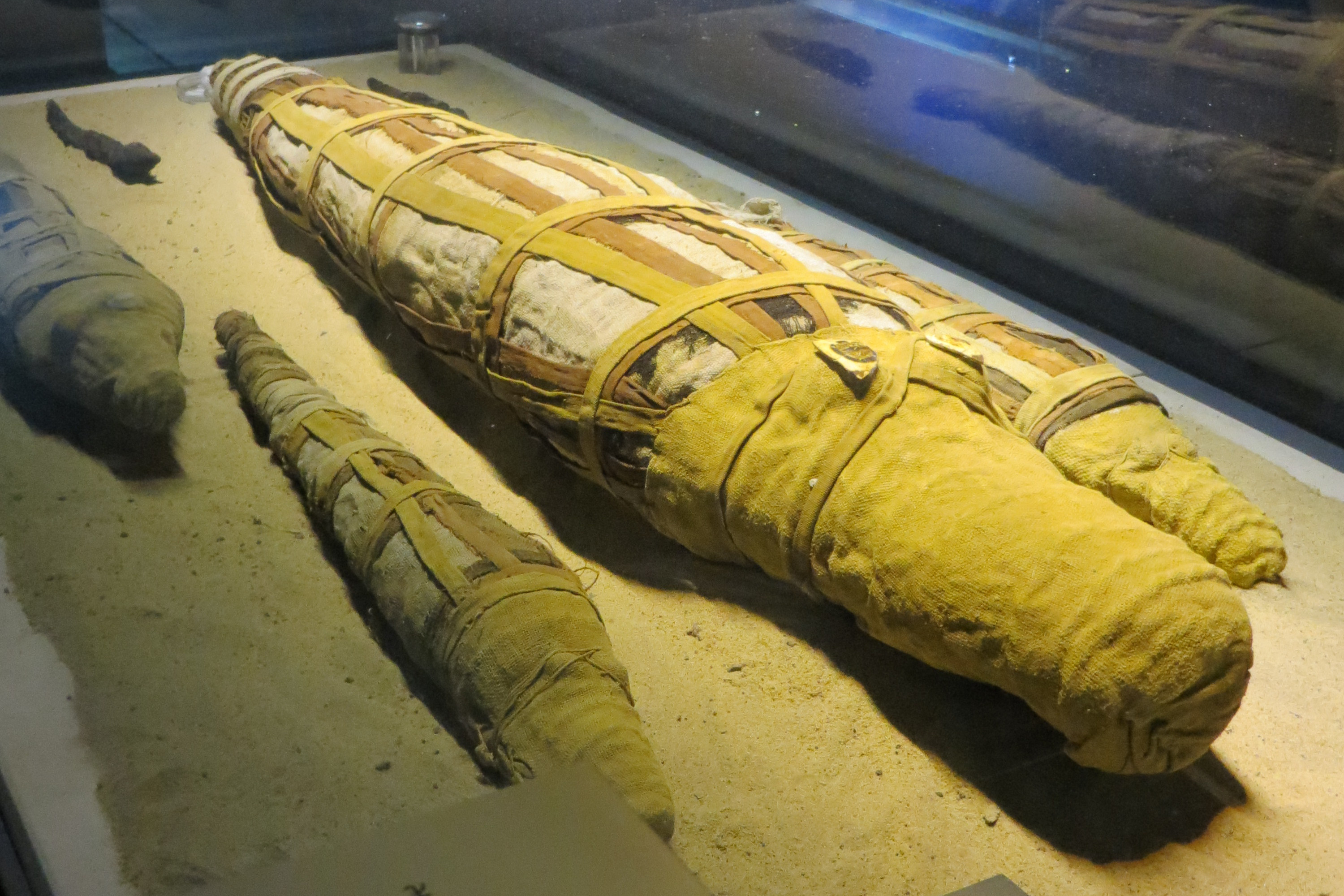
Cocodrilos momificados de varias edades, en honor a Sobek
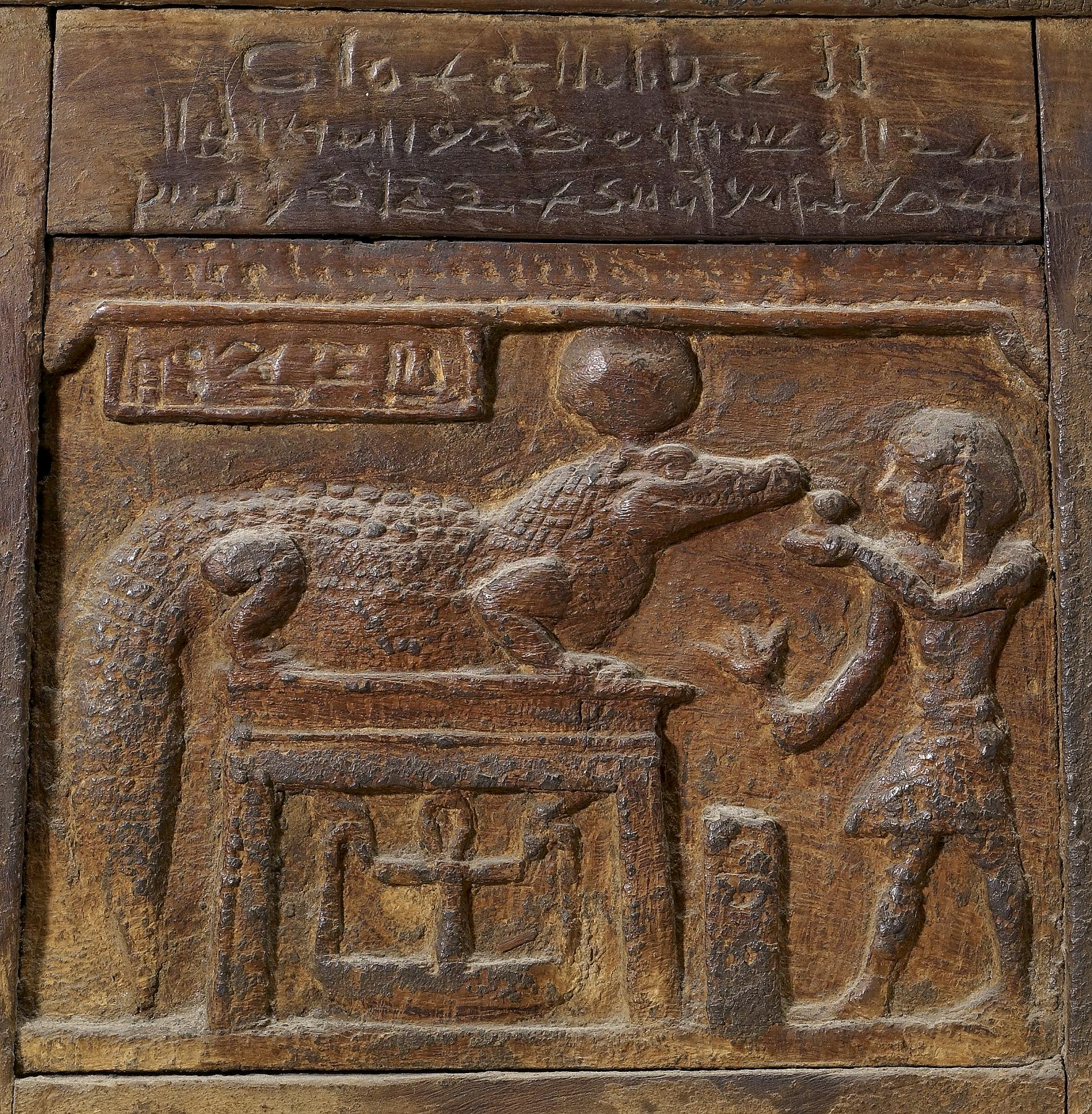
Cofre con rey haciendo ofrenda a Sobek, siglo I a. C.
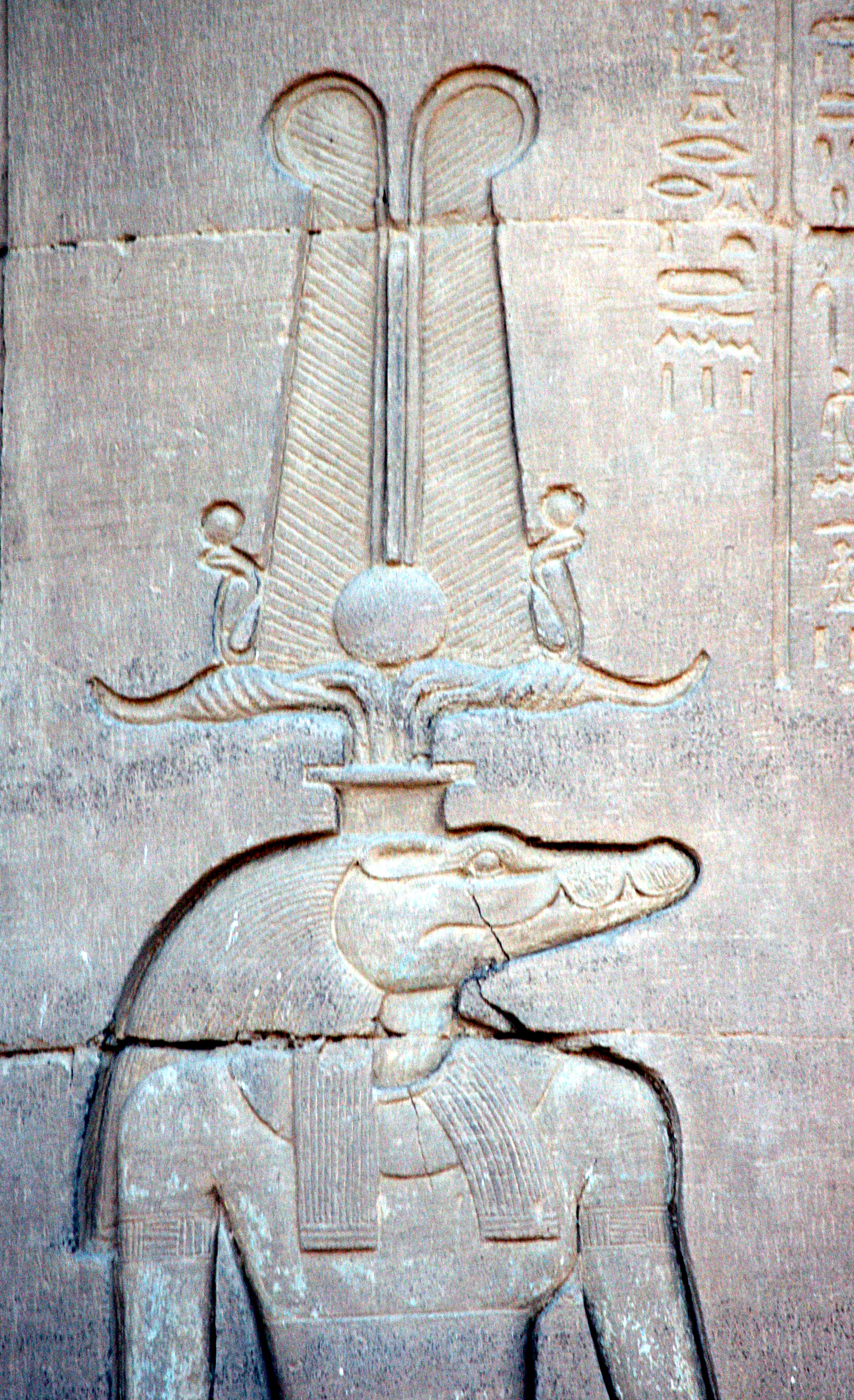
Relieve de Kom Ombo que muestra a Sobek con atributos solares
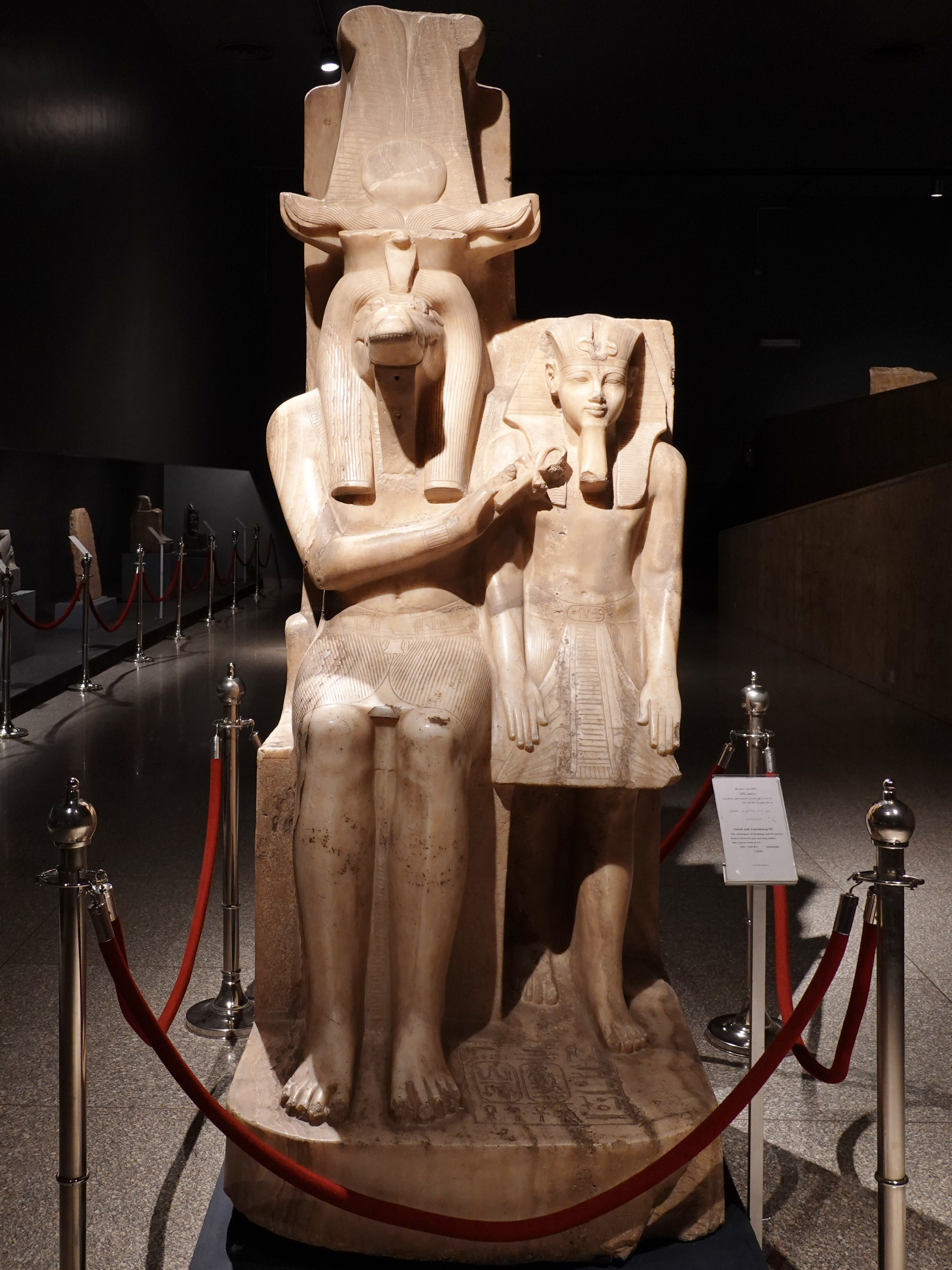
Estatua de Sobek y Amenhotep III, 1550-1292 a. C.
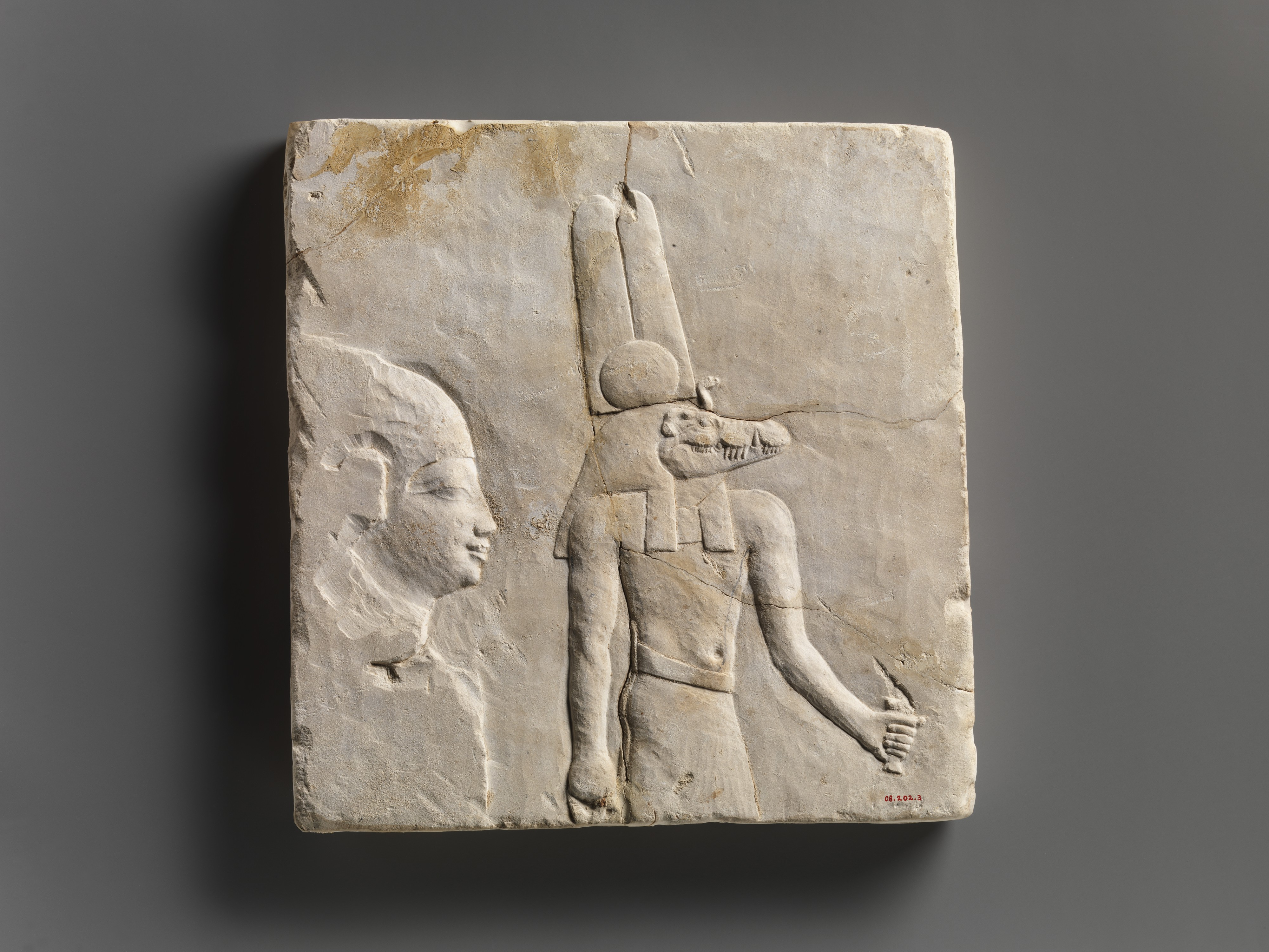
Placa con cabeza y hombros de figura sacerdotal y Sobek, 400-30 a. C.
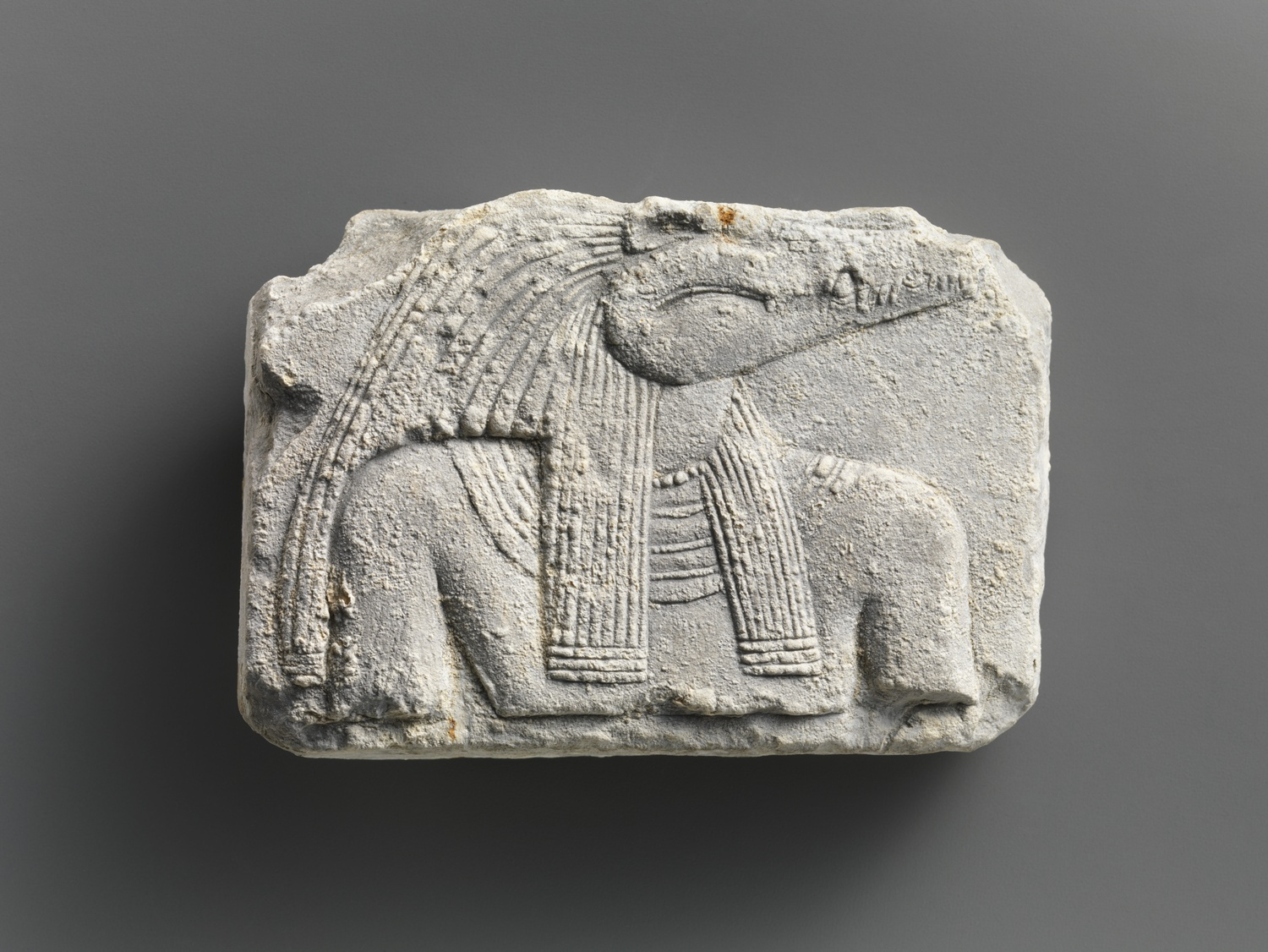
Fragmento de un relieve de Sobek; 400-30 a. C.
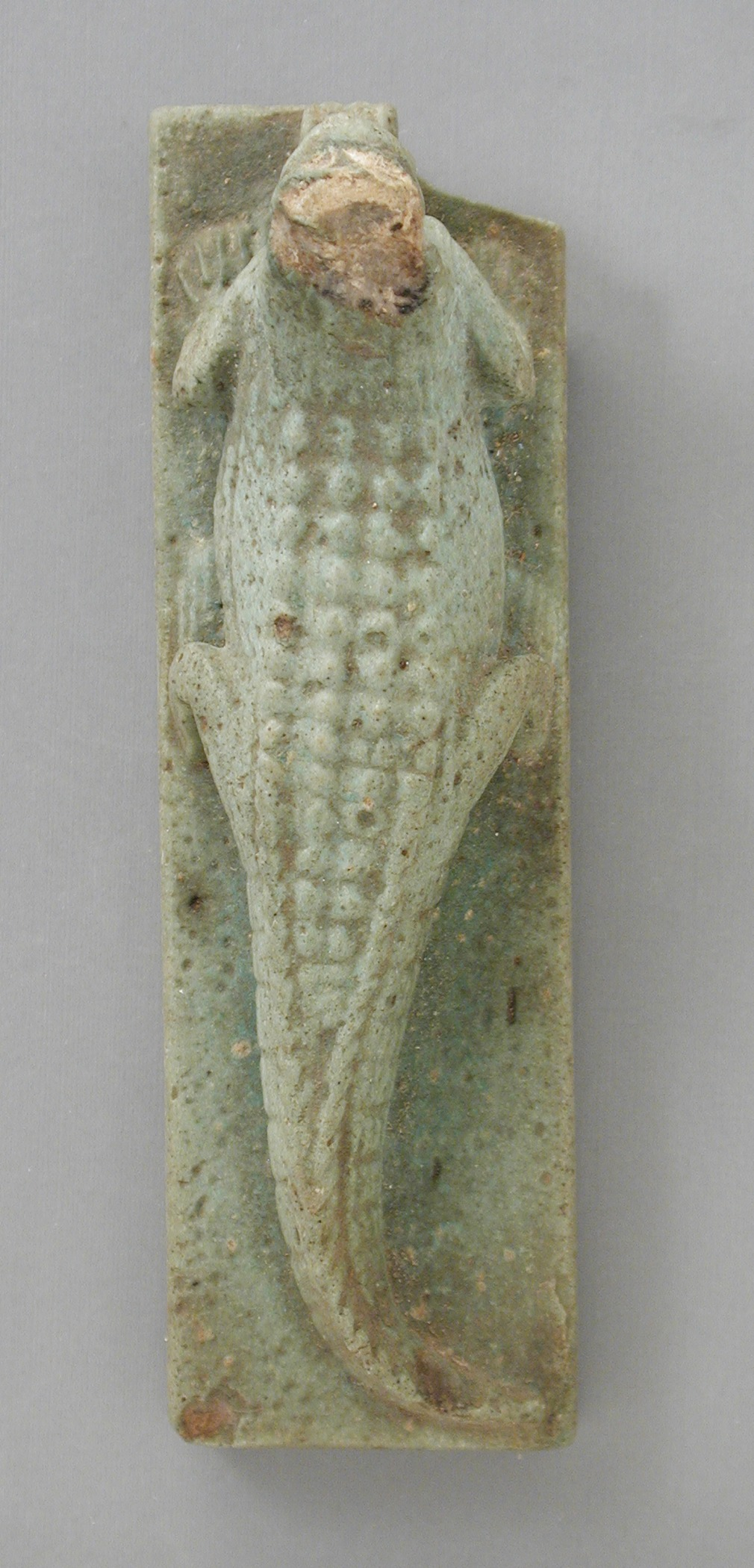
Amuleto de Soknopaios, 305-31 a. C.